# Стропы (озеро)
Стро́пы или Лие́лайс-Стро́пу (устар. Стропъ; латыш. Lielais Stropu ezers, Stropu ezers) — озеро на северо-востоке города Даугавпилс (Латвия).
Озеро находится на высоте 110 м над уровнем моря. Длина озера 2,1 км, ширина 1,7 км. Площадь занимает 417,9 га, средняя глубина озера 3,6 м, максимальная 6 (6,3) м. Водится рыба — щука, лещ, окунь, линь, плотва.
Соединяется каналом с озером Мазайс-Стропу, небольшая речка Стропе, вытекая из озера на северо-востоке, выносит избыток воды в Ликсну (правый приток Западной Двины).